# نامه سید روح‌الله خمینی به میخائیل گورباچف
نامه‌ٔ سید روح‌الله‌ خمینی به گورباچف را در ۱۱ دی ۱۳۶۷ (اولین روز سال ۱۹۸۹ میلادی) عبدالله جوادی آملی، محمدجواد لاریجانی و مرضیه حدیدچی دباغ به نمایندگی از سید روح‌الله خمینی خطاب به میخائیل گورباچف آخرین دبیرکل حزب کمونیست شوروی، تحویل او دادند. عمده شهرت آن به جهت اظهار پشیمانی گورباچف پس از فروپاشی شوروی به علت عدم توجه به نکات ذکر شده در  آن است . 

## متن نامه
رهبر جمهوری اسلامی ایران در این نامه نسبت به مرگ کمونیسم هشدار داد و گفت:
جناب آقای گورباچف، برای همه روشن است که از این پس کمونیسم را باید در موزه‌های تاریخ سیاسی جهان جستجو کرد؛ چرا که مارکسیسم جوابگوی هیچ نیازی از نیازهای واقعی انسان نیست؛ چرا که مکتبی است مادی، و با مادیت نمی‌توان بشریت را از بحران عدم اعتقاد به معنویت، که اساسی‌ترین درد جامعه بشری در غرب و شرق است، به در آورد.

وی از رهبر شوروی خواست به سیاست مذهب ستیزی خاتمه دهد و نسبت به اسلام مطالعاتی انجام دهد. وی در این نامه به برخی اندیشه‌های فلاسفه و عرفای مسلمان اشاره می‌کند:
اگر جنابعالی میل داشته باشید در این زمینه‌ها تحقیق کنید، می‌توانید دستور دهید که صاحبان این‌گونه علوم علاوه بر کتب فلاسفه غرب در این زمینه، به نوشته‌های فارابی و بوعلی‌سینا ـ رحمت‌الله علیهما ـ در حکمت مشاء مراجعه کنند،.... و نیز به کتابهای سهروردی ـ رحمت‌الله علیه ـ در حکمت اشراق مراجعه نموده، و برای جنابعالی شرح کنند که جسم و هر موجود مادی دیگر به نور صرف که منزه از حس می‌باشد نیازمند است؛ و ادراک شهودی ذات انسان از حقیقت خویش مبری از پدیده حسی است. از استادان بزرگ بخواهید تا به حکمت متعالیه صدرالمتألهین ـ رضوان‌الله تعالی علیه و حشره‌الله مع‌النبیین والصالحین ـ مراجعه نمایند، تا معلوم گردد که: حقیقت علم همانا وجودی است مجرد از ماده؛ و هرگونه اندیشه از ماده منزه‌است و به احکام ماده محکوم نخواهد شد… و از کتب عرفا و بخصوص محیی‌الدین ابن‌ عربی نام نمی‌برم؛ که اگر خواستید از مباحث این بزرگمرد مطلع گردید، تنی چند از خبرگان تیزهوش خود را که در این‌گونه مسائل قویا دست دارند، راهی قم گردانید، تا پس از چند سالی با توکل به خدا از عمق لطیف باریکتر از موی منازل معرفت آگاه گردند، که بدون این سفر آگاهی از آن امکان ندارد.

روح‌الله خمینی همچنین در نامه خطاب به گورباچف متذکر شد:
 آقای گورباچف وقتی از گلدسته‌های مساجد بعضی از جمهوری‌های شما پس از هفتاد سال بانگ «الله اکبر» و شهادت به رسالت   ختمی مرتبت - صلی الله و علیه و آله و سلم - به گوش رسید، تمامی طرفداران اسلام ناب محمدی (ص) را از شوق به گریه انداخت؛ لذا لازم دانستم این موضوع را به شما گوشزد کنم که بار دیگر به دو جهان بینی مادی و الهی بیندیشید. مادیون معیار شناخت در جهان بینی خویش را «حس» دانسته و چیزی را که محسوس نباشد از قلمرو علم بیرون می‌دانند و هستی را همتای ماده دانسته و چیزی را که ماده ندارد موجود نمی‌دانند. قهراً جهان غیب مانند وجود خداوند تعالی و وحی و نبوت و قیامت را یکسره افسانه می‌دانند در حالیکه معیار شناخت در جهان بینی الهی اعم از «حس و عقل» می‌باشد و چیزی که معقول باشد داخل در قلمرو علم می‌باشد گرچه محسوس نباشد لذا هستی اعم از غیب و شهادت است و چیزی که ماده ندارد می‌تواند موجود باشد و همان‌طور که موجود مادی به «مجرد» استناد دارد، شناخت حسی نیز شناخت عقلی متکی است.
 او در بخشی دیگر از نامه دربارهٔ تغییرات حزبی در شوروی افزوده بود:
هر چند ممکن است حیطه تفکر و تصمیمات جدید شما تنها روشی برای حل معضلات حزبی و در کنار آن حل پاره‌ای از مشکلات مردمتان باشد، ولی به همین اندازه هم شهامت تجدیدنظر در مورد مکتبی که سالیان سال فرزندان انقلابی جهان را در حصارهای آهنین زندانی نموده بود قابل ستایش است.— http://www.bbc.com/persian/iran/2011/12/111225_l23_fall_soviet_union_20th_anniversary_aar.shtml
خمینی در این نامه به گورباچف هشدار داده بود که مبادا این تغییرات را به سوی فروریختن نظام بسته شوروی و به روشنی به سوی غربی شدن پیش ببرد: «مشکل اصلی کشور شما مساله مالکیت و اقتصاد و آزادی نیست. مشکل شما عدم اعتقاد واقعی به خداست.»
پیام   سید روح‌الله خمینی و پیش‌بینی سقوط شوروی ۳ سال پیش از رویداد این واقعه و اندکی پس از پایان جنگ ایران و عراق بود.

## واکنش شوروی
برای ابلاغ پاسخ، هیاتی از شوروی به ایران آمد و روز ۷ اسفند ادوارد شواردنادزه (وزیر خارجه شوروی) پاسخ را در حضور سید روح‌الله خمینی خواند. گورباچف بیش از آن که در پاسخ خود توجهی به مجادله ایدئولوژیکی خمینی نشان دهد، از این فرصت برای یاد آوری مناسبات استراتژیک شوروی استفاده کرد: «ما از خاتمه جنگ ایران و عراق با صراحت حسن استقبال می‌کنیم، برای همکاری با شما جهت استحکام صلح در خاورمیانه و نزدیک و تمامی جهان آمادگی داریم. حضور وسیع نظامی در خلیج‌فارس مورد نگرانی ما است. منظورم حضور نظامی کشورهای خارج از منطقه است. این پدیده بسیار خطرناک است و باید آن را به اتمام رساند.»
گورباچف با اشاره به مساله آن زمان  افغانستان می‌گوید: «ما می‌خواهیم با موفقیت در امر حل و فصل عادلانه مناقشه افغانستان نیز با شما همکاری خوبی داشته باشیم، بگذاریم که مردم افغانستان سرنوشت خود را خودشان بدون دخالت از خارج تعیین نمایند.» این دیدار آخرین دیدار عمومی   خمینی و سه ماه و چند روز پیش از فوت او بود.
به نقل از پایگاه اطلاع رسانی جماران در سالگرد درگذشت   سید روح‌الله خمینی گورباچف طی مصاحبه‌ای با خبرنگار واحد مرکزی خبر در مسکو از اینکه به هشدارهای بنیانگذار جمهوری اسلامی ایران ۳ سال قبل از فروپاشی شوروی بی‌اعتنائی کرده بود، اظهار تأسف کرد و گفت: «مخاطب پیام خمینی از نظر من، همه اعصار در طول تاریخ بود.»